# Pterygotrigla macrolepidota
Pterygotrigla macrolepidota és una espècie de peix pertanyent a la família dels tríglids.

## Descripció
- Fa 15 cm de llargària màxima.
- Escates laterals grans.
- El cap és, sobretot, rogenc, mentre que el dors, els flancs i el ventre són blancs.[5][6]

## Hàbitat
És un peix marí, demersal i de clima temperat que viu fins als 500 m de fondària.

## Distribució geogràfica
Es troba al Pacífic occidental: badia de Tosa (el Japó) i Nova Caledònia.

## Observacions
És inofensiu per als humans.